# Barilius tileo
Barilius tileo és una espècie de peix cipriniforme de la família dels ciprínids.

## Morfologia
Els mascles poden assolir els 30,5 cm de longitud total.

## Distribució geogràfica
Es troba a l'Índia, Bangladesh, el Nepal i, possiblement també, Myanmar.